# Орлеане
Орлеане́ (фр. Orléanais, [орлеанэ]) — историческая провинция Франции. Представляла собой герцогство, находившееся под контролем Орлеанского дома. Столица — город Орлеан.
В настоящее время на территории провинции расположены департаменты Луаре, Луар и Шер, большая часть Эр и Луар и часть Йонны. На сегодняшний день жителями Орлеане́ считают себя жители окрестностей Орлеа́на и, в меньшей мере, других районов Луаре.
Орлеане́, наряду с областями Берри, Блезуа, Бос и Турень, является одной из пяти составляющих центрального региона Франции.